# Bukowy Stawek
Bukowy Stawek  (690 m n.p.m.) – niewielkie oczko wodne leżące we Wzgórzach Lewińskich, u północnego podnóża wzniesienia Gomoła (733 m n.p.m.).

## Szlaki turystyczne
- Zamek Homole – Bukowy Stawek – Ludowe – Przełęcz Polskie Wrota – Lewin Kłodzki – Przełęcz Lewińska[2].
- Kudowa-Zdrój – Dańczów – Przełęcz Lewińska – Przełęcz w Grodźcu – Bukowy Stawek – Ludowe – Duszniki-Zdrój – Jamrozowa Polana – Kozia Hala – Podgórze PL/CZ – Sołtysia Kopa – Zieleniec – Lasówka – Schronisko PTTK „Jagodna” (Przełęcz Spalona) – Ponikwa – Długopole-Zdrój[1].